# Suicide Pact - You First
Suicide Pact - You First è un album in studio del gruppo irlandese Therapy?.

## Tracce
1. He's Not that Kind of Girl – 3:25
2. Wall of Mouths – 4:06
3. Jam Jar Jail – 4:45
4. Hate Kill Destroy – 3:33
5. Big Cave In – 5:46
6. Six Mile Water – 6:22
7. Little Tongues First – 4:25
8. Ten Year Plan – 5:14
9. God Kicks – 2:42
10. Other People's Misery – 1:53
11. Sister – 29:00

Durata totale: 71:11